# Pintura renaixentista d'Itàlia

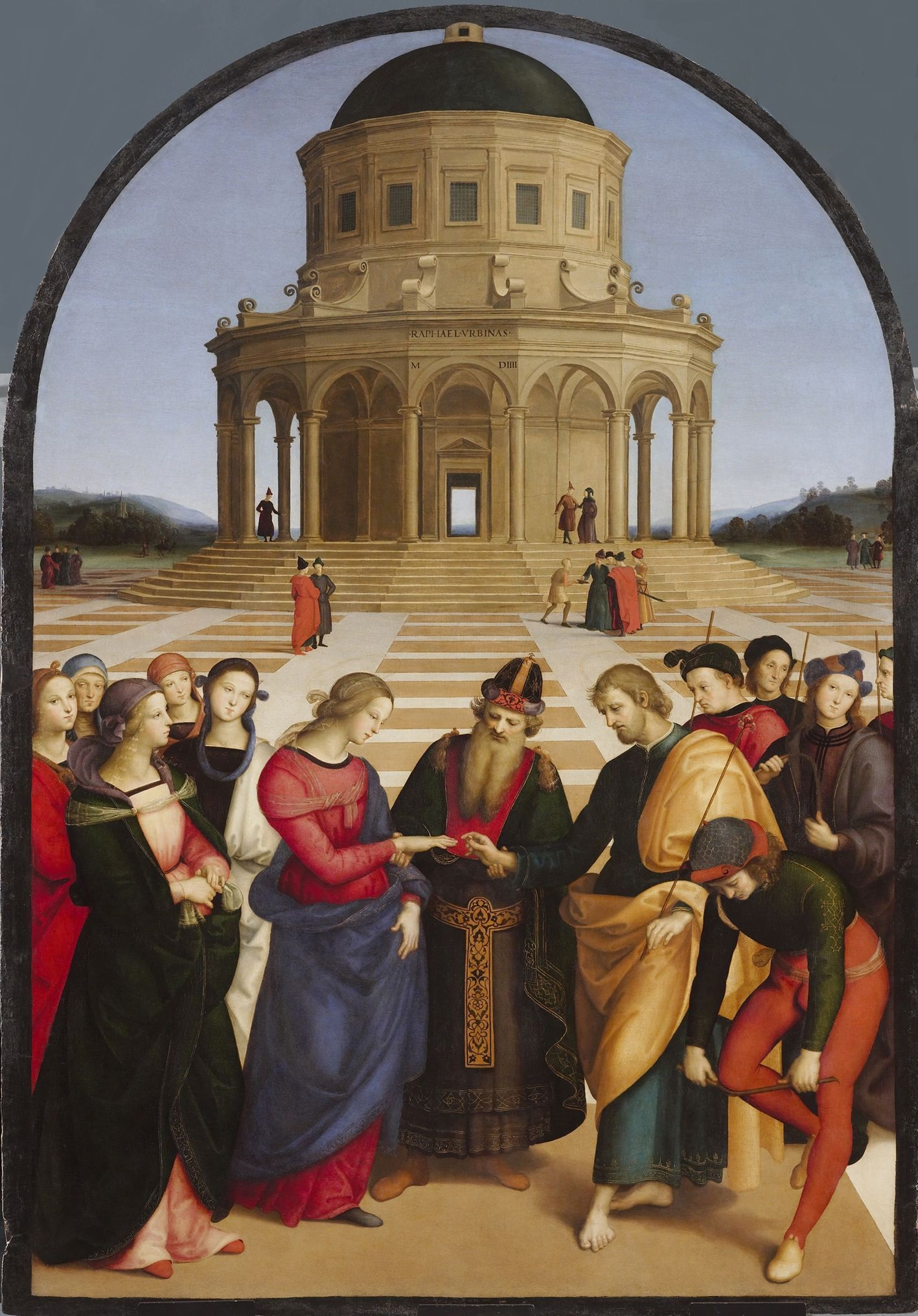
Rafael. Les esposalles de la Mare de Déu

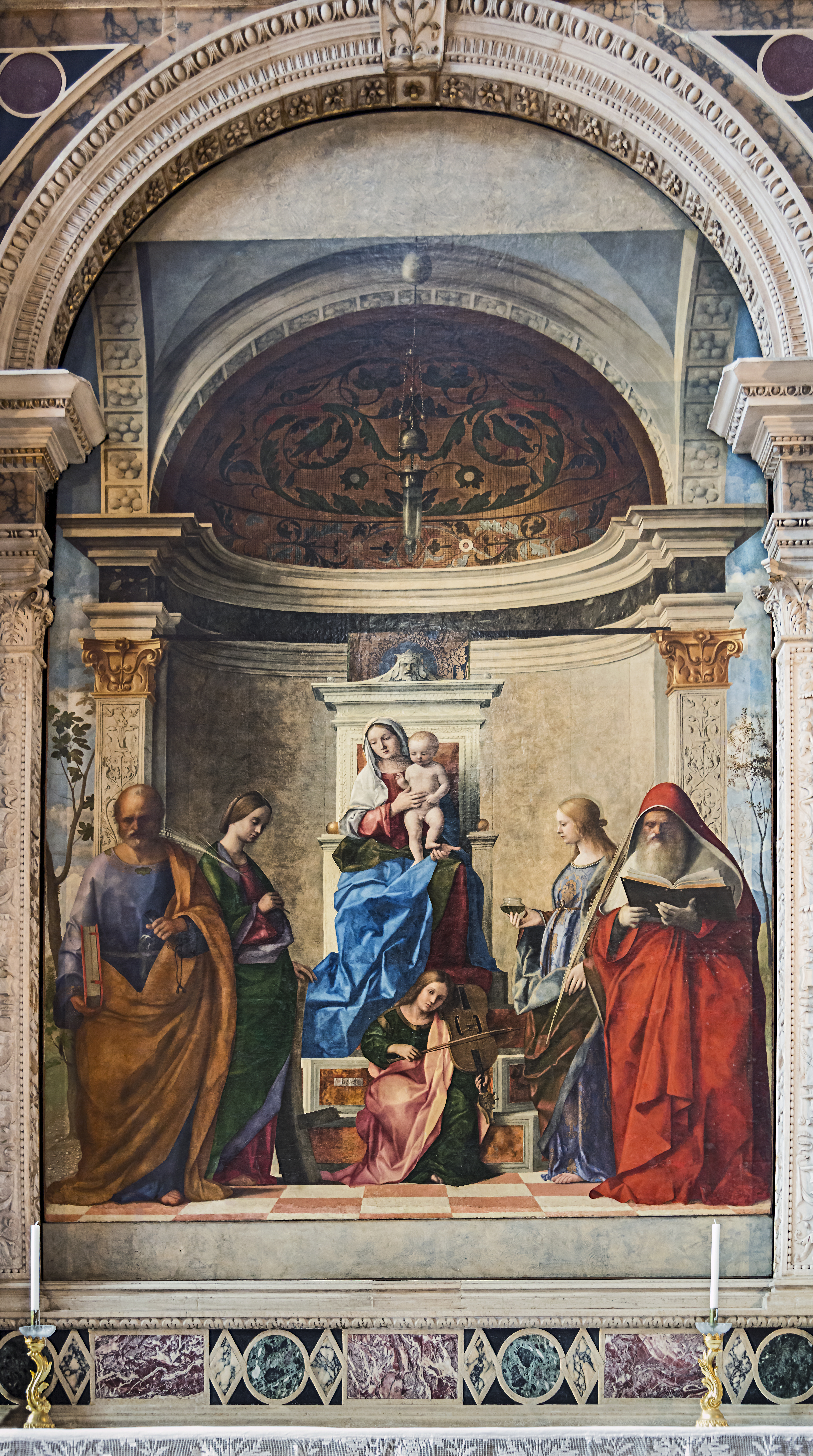
Giovanni Bellini, La Mare de Déu i el Xiquet amb sants

La pintura del Renaixement italià va començar a la fi del segle xiii i tingué el seu període màxim des de la primeria del segle xv fins a finals del segle xvi a la península Itàlica, que en aquell temps estava dividida en moltes àrees polítiques. Els pintors de la Itàlia renaixentista, la recorrien en qualitat de diplomàtics i difonien les seues idees artístiques i filosòfiques.
La ciutat de Florència a la Toscana es coneix com el lloc d'origen del Renaixement, sobretot de la pintura renaixentista (vegeu-ne més informació en els articles Renaixement i Arquitectura del Renaixement).
La pintura del Renaixement italià es pot dividir en quatre períodes: proto Renaixement (1300–1400), Renaixement primerenc (1400–1475), Alt Renaixement (1475–1525), i manierisme (1525–1600). Aquestes dates són aproximades, ja que la vida de cada artista i els seus estils traspassaren diferents períodes.
El proto Renaixement va començar amb la vida professional del pintor Giotto i inclou també Taddeo Gaddi, Orcagna i Altichiero. El Renaixement primerenc estigué marcat pel treball de Masaccio, Fra Angelico, Paolo Uccello, Piero della Francesca i Verrocchio. En l'Alt Renaixement destaquen Leonardo da Vinci, Miguel Ángel, Rafael i Ticià. El període manierista inclou Andrea del Sarto, Pontormo i Tintoretto.

## Influències

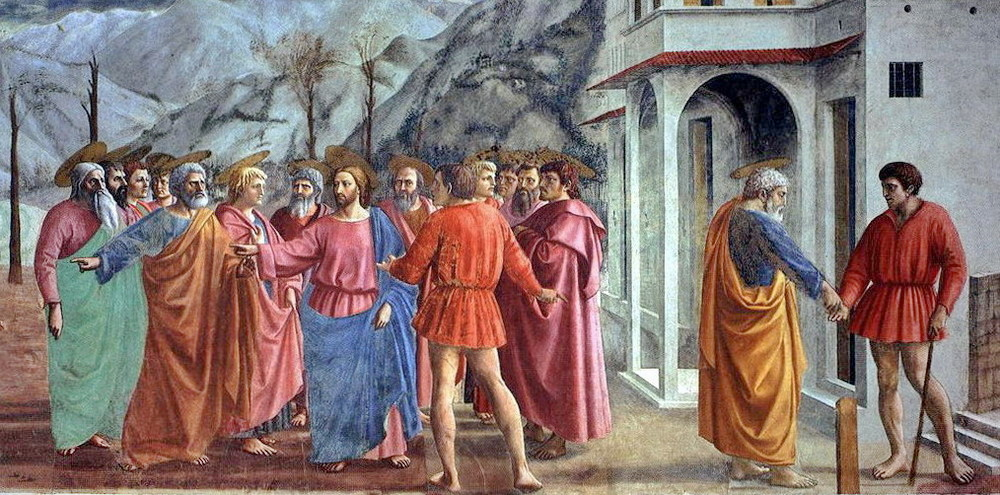
Masaccio, El pagament del tribut

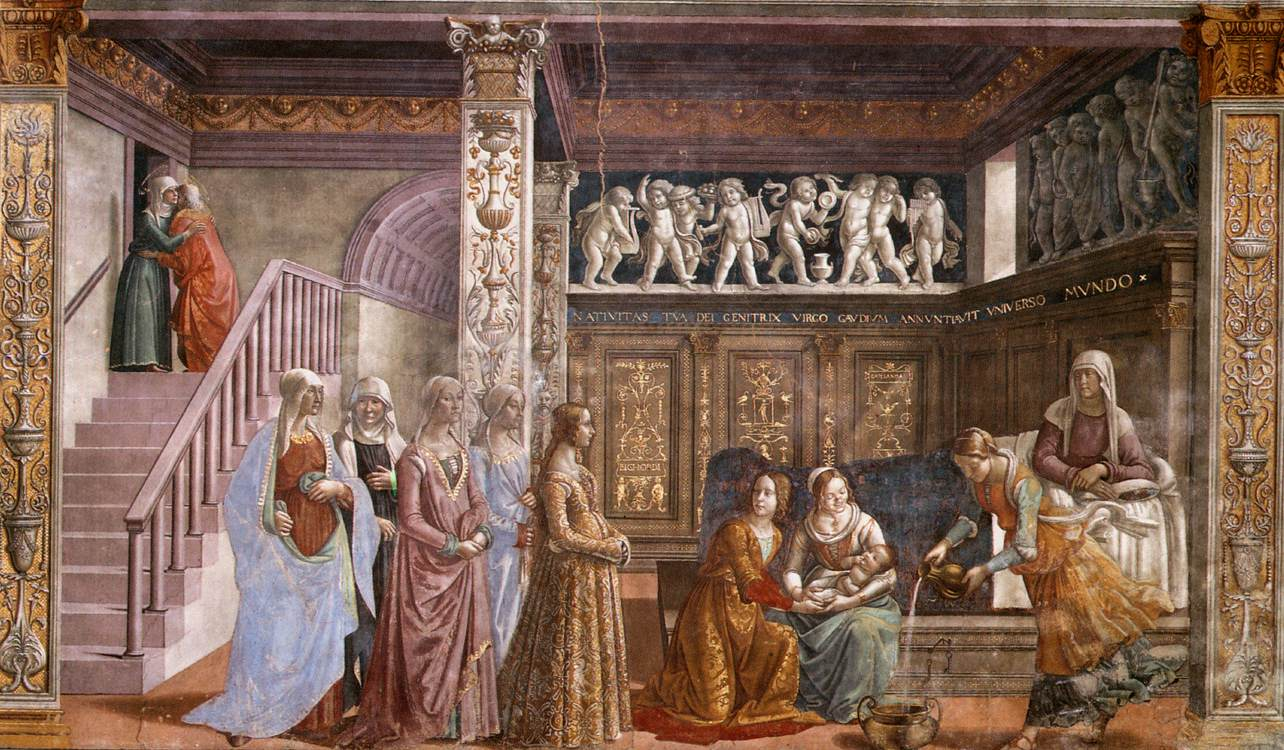
Domenico Ghirlandaio, El naixement de la Mare de Déu

Les influències que afectaren el procés de la pintura renaixentista a Itàlia també alteraren la filosofia, literatura, arquitectura, teologia, ciència, govern i altres aspectes de la societat.

### Filosofia
Es va recuperar un gran nombre de texts clàssics que s'havien perdut. Entre aquests, texts de filosofia, poesia, drama, ciència, art, i teologia cristiana. Gràcies a això es despertà un interés especial per la filosofia humanista: una nova filosofia en què la relació amb la humanitat, l'univers i Déu no era exclusiva de l'Església. L'arquitecte Brunelleschi i l'escultor Donatello van reviure l'interés pel món clàssic i estudiaren les restes arqueològiques de Roma. L'estil arquitectònic basat en l'estil clàssic inspirà el classicisme en la pintura, que es va manifestar en la dècada de 1420 en les pintures de Masaccio i Paolo Uccello.

### Ciència i tecnologia
Alhora que es recuperaven els texts clàssics, Europa va accedir a les matemàtiques avançades provinents dels erudits de l'Islam i de l'Imperi Romà d'Orient. La invenció de la impremta de tipus mòbils al segle xv feu que les idees es difongueren fàcilment i s'escrigué un gran nombre de llibres amb intenció divulgadora. El desenvolupament de la pintura a l'oli tingué efectes perdurables en la pintura italiana.

### Societat
L'establiment de la banca dels Mèdici i el comerç subsegüent aportà fortuna a Florència. Cosimo de Mèdici imposà un nou model de patrocini a les arts sense vincles amb Església ni amb la monarquia. La presència d'individus amb geni artístic com Giotto, Masaccio, Brunelleschi, Piero della Francesca, Leonardo da Vinci i Miquel Àngel a Florència va formar un ambient que incità altres artistes a fer obres d'una qualitat extraordinària. Una herència artística semblant succeí a Venècia amb la talentosa família Bellini, Mantegna, Giorgione, Tiziano i Tintoretto.

## Temes

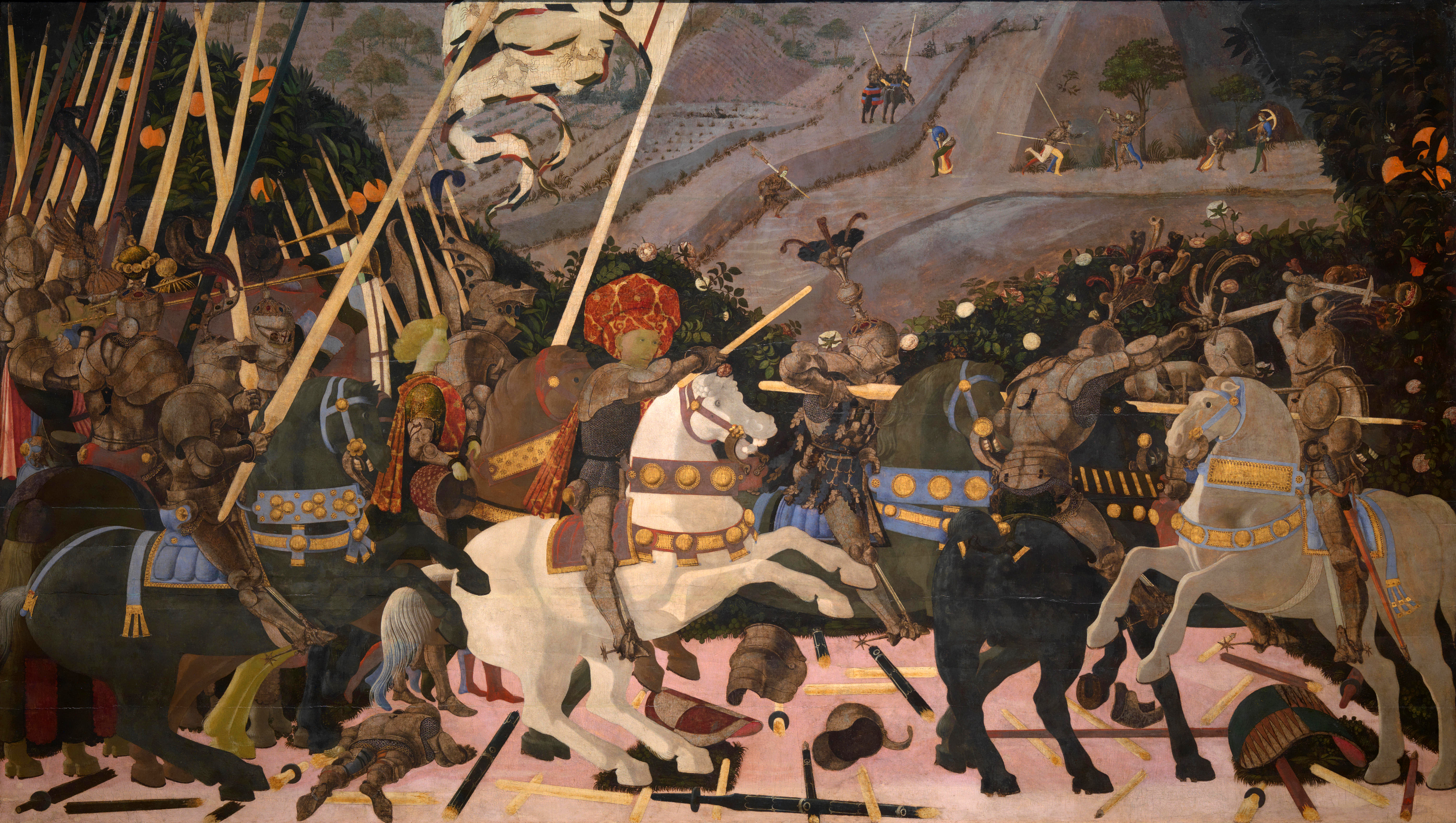
Paolo Uccello, La Batalla de San Romano

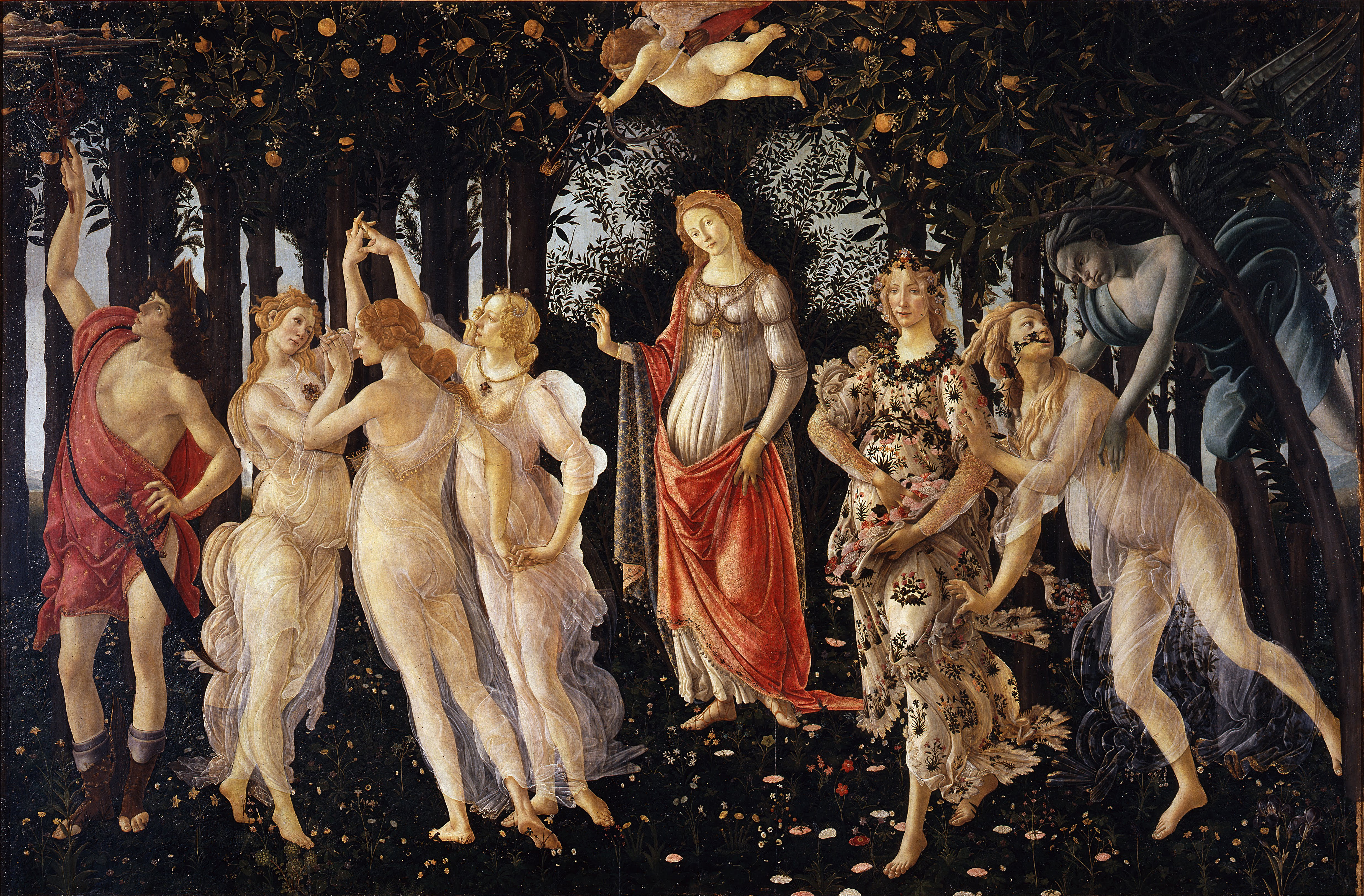
Sandro Botticelli, Primavera

Moltes de les pintures del Renaixement foren encàrrecs de l'Església catòlica. Aquestes obres solien ser de gran escala i eren representacions pintades en fresc de la vida de Crist, la Mare de Déu o d'un sant, normalment sant Francesc d'Assís. També hi hagué moltes pintures al·legòriques dins del tema de la salvació i la importància de l'Església per aconseguir-la. Les esglésies també encarregaven retaules, que es pintaven a l'oli en llenç. A més, es produïren petites imatges en gran quantitat, tant per a esglésies com per a particulars, i el tema més famós n'era la Mare de Déu amb el xiquet.
Durant aquest període, les comissions cíviques també foren importants. Els edificis de govern eren decorats amb frescs i altres obres, laiques com l'Al·legoria del bon i mal govern d'Ambrogio Lorenzetti, i religioses, com el fresc Maestà, pintat per Simone Martini al Palazzo Pubblico de Siena.
Els retrats eren poc comuns al segle xiv i començaments del xv, limitats a imatges commemoratives, com ho foren els retrats de Guidoriccio da Fogliano per Simone Martini del 1327 a Siena, de John Hawkwood per Uccello a la catedral de Florència, o de Niccolò da Tolentino per Andrea del Castagno.
Durant el segle xv els retrats sovintejaren. Els posseïdors d'obres com retaules o frescs s'incloïen en l'escena: un exemple notable n'és la inclusió de les famílies Sassetti i Mèdici en l'obra de Donico Ghirlandaio de la Cappella Sassetti. Els retrats esdevingueren el tema principal de l'Alt Renaixement per a pintors com Rafael o Ticià, i continuaren en el manierisme amb obres d'artistes com Bronzino.
Amb el creixement de l'humanisme, els artistes tornaren als temes clàssics, sobretot per complir amb comandes per a la decoració de cases de clients rics: El naixement de Venus de Botticelli n'és la més coneguda, pintada per als Mèdici. Els temes clàssics també proporcionaren material al·legòric a encàrrecs cívics. L'humanisme també influèncià la manera d'interpretar els temes religiosos: un exemple destacat n'és el sostre de la capella Sixtina de Miquel Àngel.
Altres temes es prenien de la vida quotidiana, a voltes amb sentit al·legòric i d'altres amb fi merament decoratiu. Els incidents importants per a certes famílies també s'hi registraven: per exemple Camera degli Sposi de Mantegna, pintat per a la família Gonzaga a Màntua; i escenes socials com El concert de Lorenzo Costa, 1490.
Alguns fets importants es commemoraren en pintures com la Batalla de San Romano d'Uccello, així com festes religioses. També es feien retrats de personatges de la història o la literatura: els textos de Dant, La llegenda daurada de Varazzi i el Decameró de Boccaccio van ser fonts importants de temes.
En aquest període es van desenvolupar tècniques particulars: observació de la natura, estudi d'anatomia, la llum i la perspectiva.

## Pintura proto renaixentista

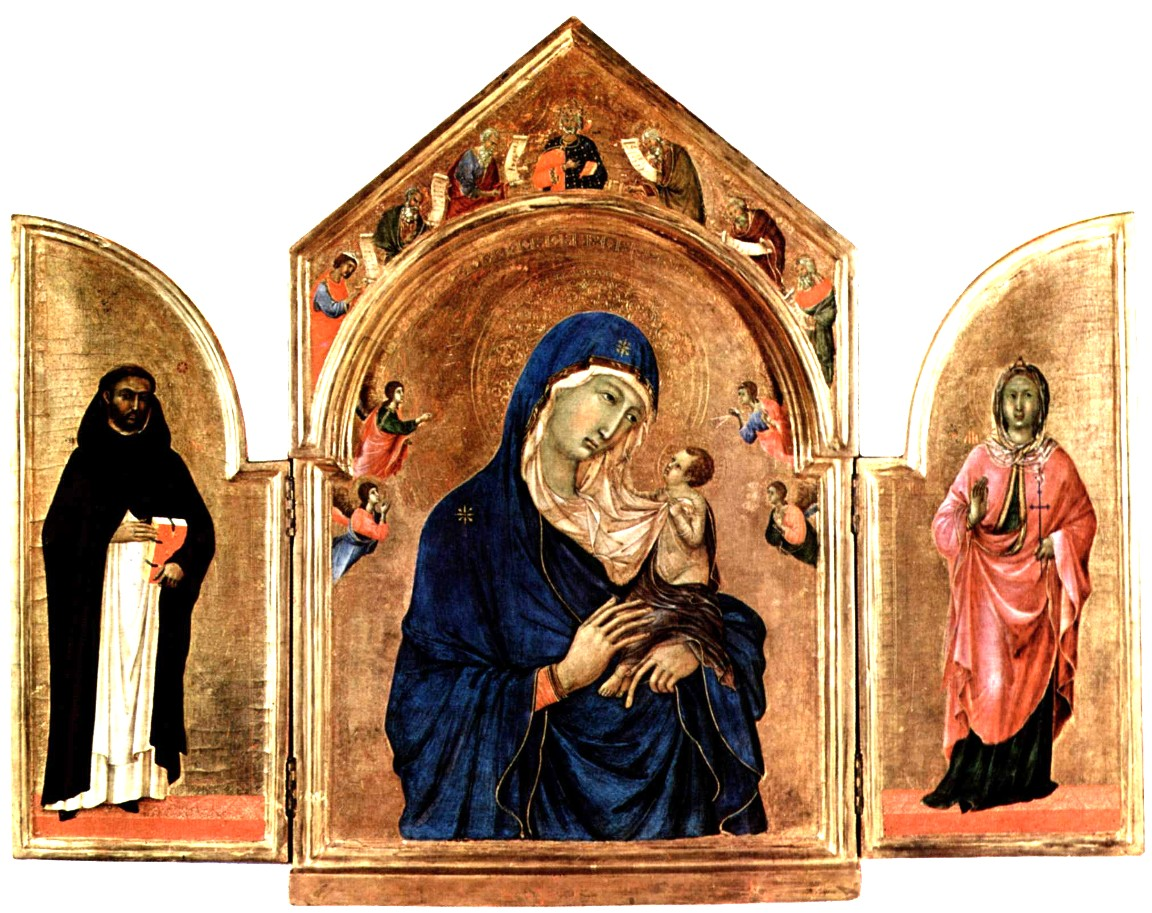
Duccio di Buoninsegna: Mare de Déu amb nen, c. 1280

### Tradicions de pintura delseglexiiia la Toscana
L'art de la Toscana a la fi del XIII es degué principalment a dos mestres de l'estil romà d'Orient: Cimabue de Florència i Duccio de Siena. Molts dels seus encàrrecs eren pintures religioses, grans retaules amb la Mare de Déu i el nen. Aquests dos pintors, i Guido de Siena, Coppo di Marcovaldo i el misteriós pintor conegut com "el mestre de Sant Bernardí", van treballar d'una manera molt formalitzada i seguint les antigues tradicions pictòriques. Cimabue i Duccio, però, s'encaminaren cap a un major naturalisme, tal com va fer Pietro Cavallini de Roma.

### Giotto
Giotto (1266–1337) fou aprenent de Cimabue i destacà com el pintor més important de la seua època. Possiblement influenciat per Pietro Cavilling i altres pintors romans, no es basà en cap estil conegut, sinó en les seues pròpies observacions. A diferència dels seus contemporanis romans d'Orient, les figures de Giotto són tridimensionals, tenen estructura i anatomia i els vestits cauen naturalment pel pes. Però, sobretot, mostren emocions: en les cares es pot apreciar alegria, ira, desesperació, vergonya, despit i amor. Els frescs La vida de Crist i La vida de la Mare de Déu que pintà a la capella Scrovegni de Pàdua imposaren un nou model a les imatges narratives. El seua Madonna Ognissanti es mostra a la Galeria Uffizi a Florència a la mateixa cambra que Santa Trinita Madonna de Cimabue i Ruccellai Madonna de Duccio, i se'n poden comparar estilísticament. Una característica de les obres de Giotto és la seua observació de la perspectiva naturalista. Se li coneix com el pare del Renaixement.

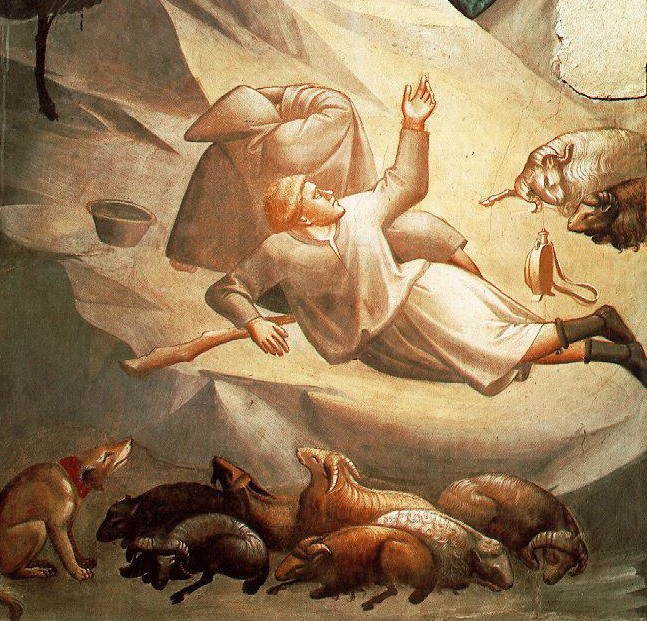
Taddeo Gaddi: Anunciació als pastors

### Contemporanis de Giotto
Giotto tingué un nombre de contemporanis que foren influenciats per ell, o que per observació de la natura obtingueren resultats semblants. Ningú dels seus deixebles, però, hi fou tan reeixit. Taddeo Gaddi feu la primera pintura gran d'una escena nocturna: Anunciació als pastors de la capella Baroncelli, església de Santa Croce, Florència.
Les pintures de l'església Superior de la basílica de Sant Francesc d'Assís són exemples de pintura naturalista de l'època, atribuïdes a voltes al mateix Giotto, però més probablement obra d'artistes companys de Pietro Cavallini. Una pintura de Cimabue a l'església Inferior de la basílica de Sant Francesc d'Assís representa la Mare de Déu i sant Francesc i mostra més naturalisme que els seus antics frescs a l'església Superior.

### Moralitat i redempció

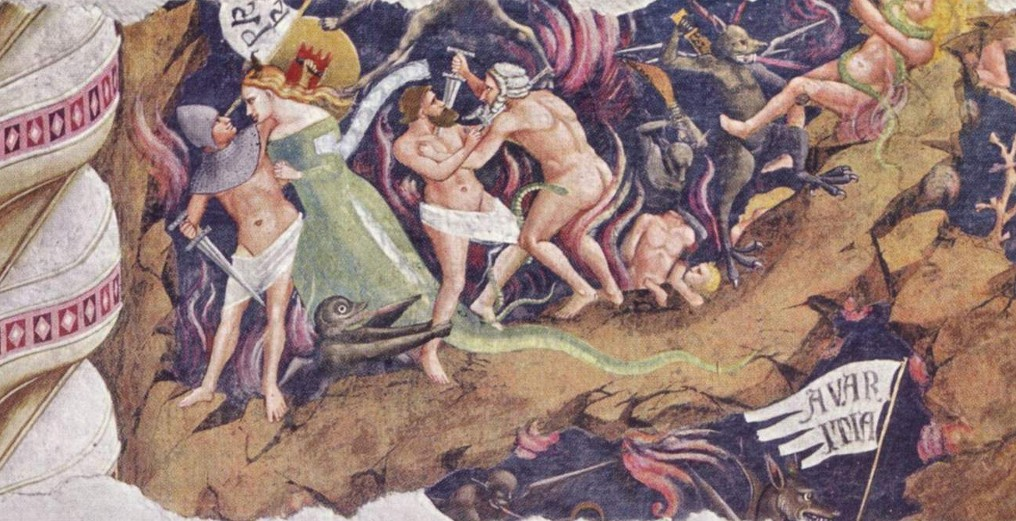
Orcagna: El triomf de la mort

Un tema comú en la decoració d'esglésies medievals era el Judici Final, que en les esglésies del nord d'Europa ocupa generalment un espai a la part superior de la porta del costat oest; a les esglésies italianes es pintava a la porta oest interior. La pesta negra de 1348 provocà que els supervivents afrontaren la mort en un estat de penitència i absolució. La inevitabilitat de la mort, les recompenses per penitència i els càstigs pels pecats són temes emfasitzats en nombrosos frescs.
Aquests inclouen El triomf de la mort, pel deixeble de Giotto Orcagna. Francesco Traini i Buonamico Buffalmacco treballaren en els altres 3 frescs amb el tema de la salvació. Es desconeix exactament quan s'iniciaren aquests frescs, però segurament fou després de 1348.
Dos importants pintors de frescs estaven actius a Pàdua a la fi del s. XIV: Altichiero i Giusto di Menabuoi. L'obra mestra de Giusto, la decoració del baptisteri de la catedral segueix el tema de la creació humana, caiguda i salvació, i hi incorpora també una escena de l'Apocalipsi. El treball de Giusto se centra en gestos formalitzats, sense tant de drama i intensitat, comparat amb l'obra d'Altichiero.

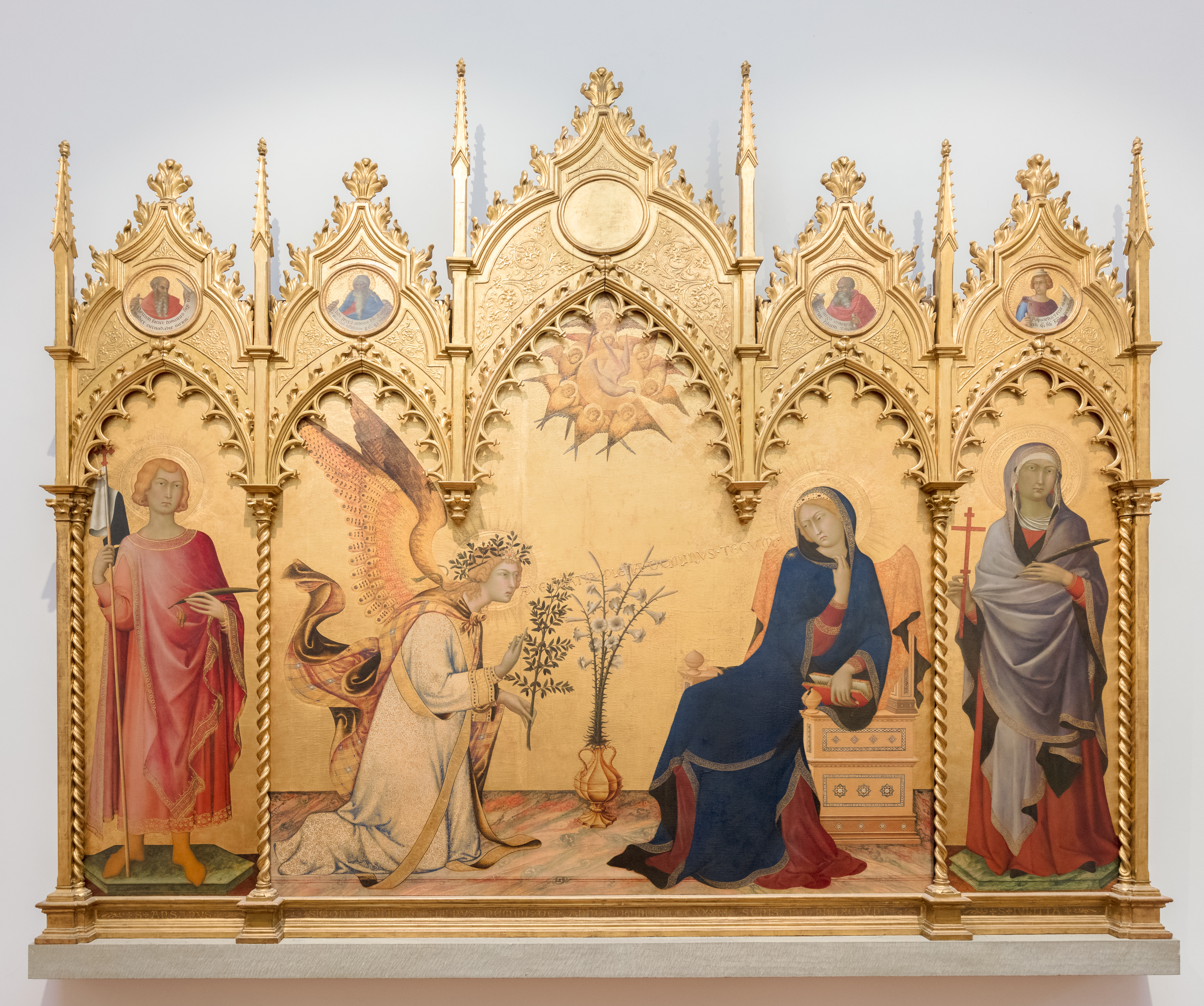
Simone Martini: Anunciació entre els sants Ansà i Margarida

A Florència, a Santa Maria Novella, Andrea Bonaiuti pinta el fresc El triomf de l'Església; és notable per la seua representació de la catedral de Florència, incloent el Duomo, que no seria construït fins al s. XV.

### Gòtic internacional
A la fi del XIV, el gòtic internacional era l'estil que dominava la pintura toscana. Es pot observar en l'obra de Pietro Lorenzetti i Ambrogio, que es caracteritza per una certa dolçor i gràcia en les figures. L'estil està plenament desenvolupat en l'obra de Simone Martini i Gentile da Fabriano, que tenen una elegància i riquesa de detalls i una idealització que contrasta amb les crues realitats mostrades en les pintures de Giotto.
A la primeria del segle xv, omplint el buit entre el gòtic internacional i el Renaixement, es troben les pintures de Fra Angelico, moltes de les quals són retaules que mostren el gust del gòtic pel treball elaborat, utilitzant fulla d'or i colors brillants. Als frescs del seu convent apareix com a deixeble artístic de Giotto: les seues pintures religioses són simples, restringides en color i intenses en el propòsit de fer de les revelacions espirituals una realitat visual.

## Pintura renaixentista primerenca

### Florència, 1401
Les primeres imatges del Renaixement a Florència daten del primer any del Quattrocento. En aquesta època es dugué a terme un concurs per trobar l'artista que crearia un parell de portes de bronze per al baptisteri de Sant Joan, l'església més vella de la ciutat. El baptisteri és un edifici gran de forma octogonal i estil romànic, els orígens del qual es creu que venen de l'època romana.
L'interior del Duomo és decorat amb un enorme mosaic de Crist que segurament fou dissenyat per Coppo di Marcovaldo. Té tres grans portals: el central n'estava cobert en aquesta època per un joc de portes creat per Andrea Pisano vuit anys abans.
Les portes de Pisano es dividien en 28 compartiments que contenien escenes narratives de la vida de Joan Baptista. Els competidors havien de dissenyar un plafó de bronze de dimensions semblants, representant el sacrifici d'Isaac.
Dos dels plafons encara es conserven, un creat per Lorenzo Ghiberti i un altre per Brunelleschi. Cada plafó mostra un fort estil classicista i indica la direcció en què es movia la filosofia i l'art en aquest temps. Ghiberti emprà la figura nua d'Isaac per a crear una petita escultura d'estil clàssic. Al plafó de Brunelleschi, una de les figures fa recordar una figura romana de bronze d'un xiquet traient-se una espina del peu. La creació de Brunelleschi mostra menys elegància que la de Ghiberti, aborda el tema del drama humà i la tragèdia imminent.

Ghiberti guanyà el concurs i estigué 27 anys completant el seu primer conjunt de portes per al baptisteri, després del qual fou comissionat per fer-ne un altre. En total Ghiberti hi treballà 50 anys, i proporcionà un camp d'entrenament a molts artistes de Florència. Les portes tingueren una enorme influència en el desenvolupament de l'art visual florentí per la seua gran temàtica narrativa i la tècnica d'inclusió de la perspectiva lineal. Foren un factor unificador, una font d'orgull per als artistes i la ciutat. Miquel Àngel les va anomenar les Portes del Paradís.

### Capella Brancacci
El 1426 dos artistes començaren a pintar un fresc de la Vida de sant Pere a la capella de la família Brancacci, a l'església de Santa Maria del Carmine de Florència. Tots dos van ser coneguts pel nom de Tommaso i pel malnom de Masaccio i Masolino.
Més que cap altre artista, Masaccio reconegué la influència de les obres de Giotto, i continuà amb la pràctica de pintar la natura. Les seues pintures demostren coneixement de l'anatomia, perspectiva lineal i estudi de la llum. Entre les seues obres, les figures de L'expulsió d'Adam i Eva del paradís terrenal són reconegudes per la representació realista de la forma i emoció humana. Contrasten amb les gentils i agradables figures pintades per Masolino en la Temptació d'Adam. La pintura de la capella va quedar inconclusa quan Masaccio es va morir als 26 anys. El treball fou représ més tard per Filippino Lippi. L'obra de Masaccio esdevingué una font d'inspiració per a futurs pintors, entre ells Leonardo da Vinci i Miquel Àngel.

### Desenvolupament de la perspectiva lineal

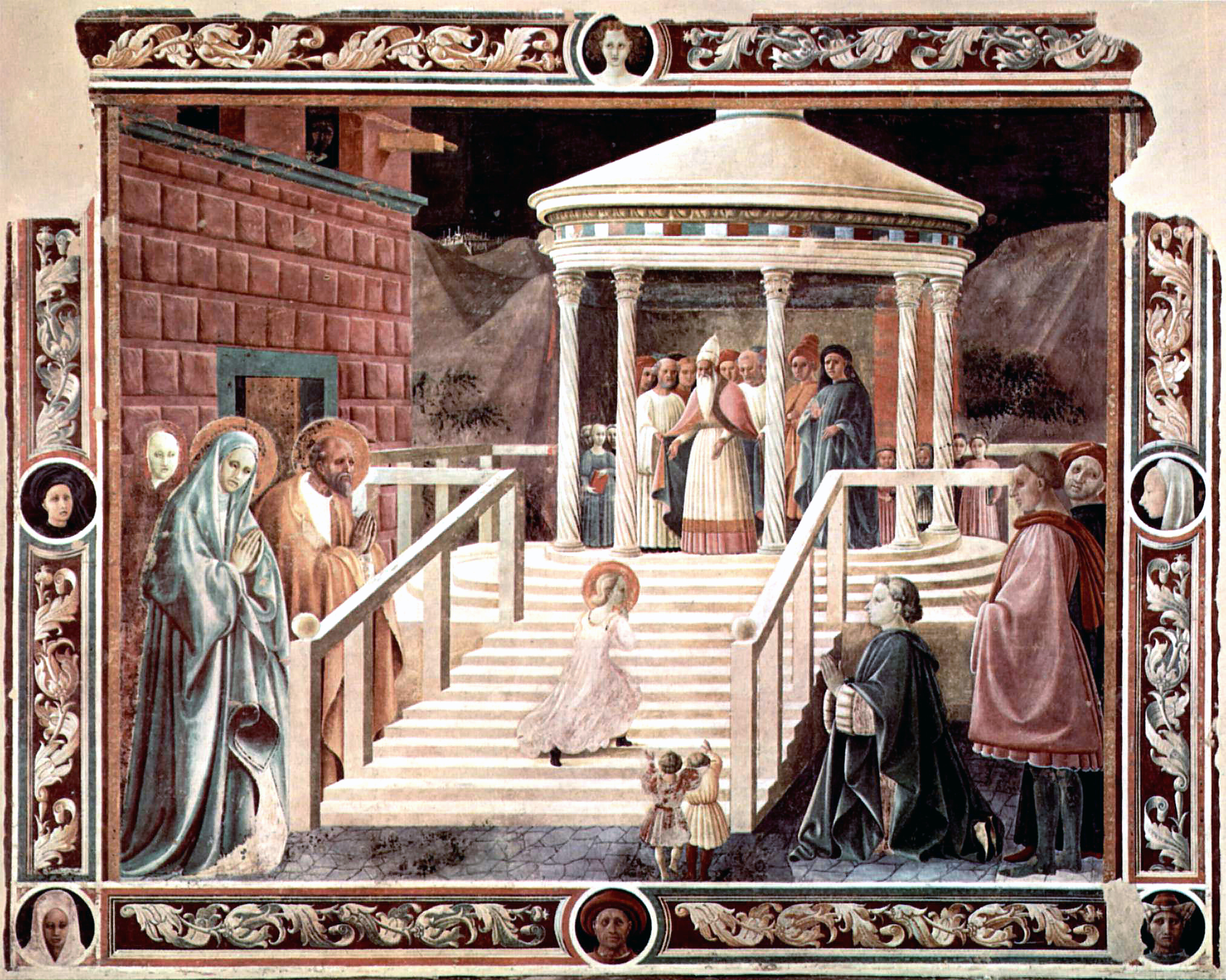
Paolo Uccello: Presentació de Maria

Durant la primera meitat del xv, aconseguir un efecte d'espai realista en la pintura emprant la perspectiva lineal era una de les principals preocupacions dels pintors i els arquitectes Brunelleschi i Alberti, que en teoritzaren el tema. Brunelleschi és conegut per haver fet nombrosos estudis de detall de la plaça i baptisteri de la catedral de Florència i es creu que ajudà a Masaccio en la creació del seu famós trompe l'oeil de la Divina Trinitat que va pintar a Santa Maria Novella.
Segons Vasari, Paolo Uccello estava obsessionat amb la perspectiva, hi va experimentar amb moltes pintures, la més coneguda de les quals és la Batalla de San Romano, en què utilitza les armes al sòl, els camps i les muntanyes distants per donar impressió de perspectiva.
En la dècada de 1450 Piero della Francesca va demostrar, en pintures com La flagelació, el domini de la tècnica i de la ciència de la llum. Hi ha una altra pintura, una vista de la ciutat, probablement pintada per ell, que demostra el tipus d'experiments que Brunelleschi estava fent. Des d'aquesta època la perspectiva lineal es va emprar regularment, com ho va fer Perugino en la seua obra Lliurament de les claus a Sant Pere de la capella Sixtina.

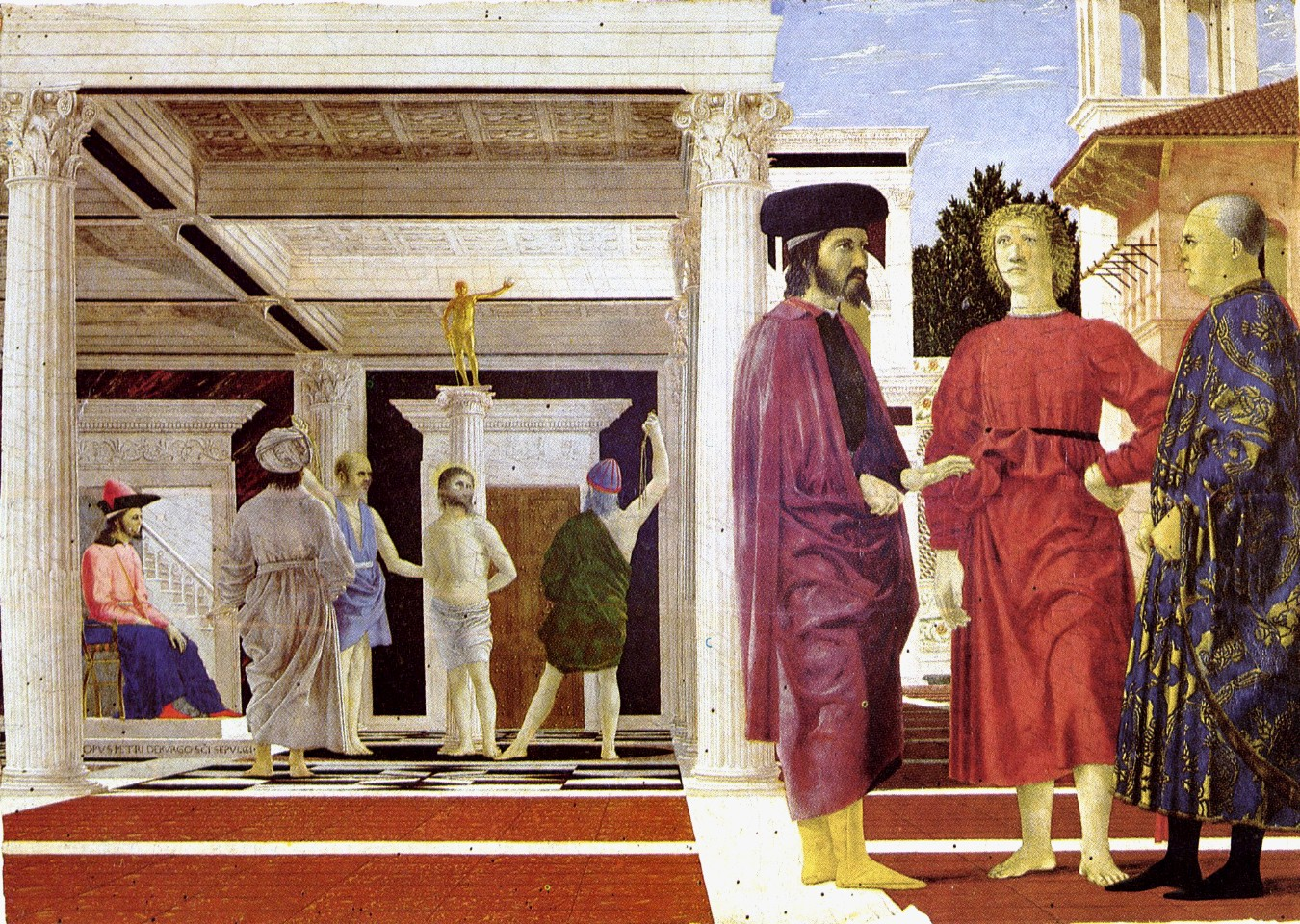
Piero della Francesca: La flagelació

### Entenent la llum
Giotto utilitzava tonalitats per a crear forma. Taddeo Gaddi en la seua escena nocturna de la capella Baroncelli demostrà com es podia utilitzar la llum per a crear drama. Paolo Uccello, cent anys després, experimentà amb l'efecte dramàtic de la llum en alguns frescs. El més conegut n'és un retrat eqüestre de John Hawkweed al mur de la catedral de Florència. Tant en aquesta pintura com en els quatre caps dels profetes que va pintar a la catedral, usà tons altament contrastants, suggerint que cada figura estava il·luminada per una font natural de llum, com si la llum provingués d'una finestra real de la catedral.
Piero della Francesca dugué el seu estudi de la llum encara més lluny. En La flagelació demostra tenir coneixement de com la llum es dissemina proporcionalment des del seu punt d'origen. Hi ha dues fonts de llum en aquesta pintura, una d'interna i l'altra externa. Malgrat ser invisible, la posició de la font interna pot ser calculada amb precisió matemàtica. Leonardo da Vinci continuà el treball de Piero sobre la llum.

### La Mare de Déu
La Mare de Déu, reverenciada per l'Església catòlica arreu del món, fou particularment adorada a Florència. N'hi havia una imatge miraculosa en una columna al mercat de dacsa; també la catedral de Santa Maria del Fiore i l'església de Santa Maria Novella foren anomenades en el seu honor. La imatge miraculosa del mercat es destruí en un incendi, i fou reemplaçada per una de nova en la dècada de 1330 per Bernardo Daddi.
Les representacions de la marededeu amb el xiquet foren un tipus d'art molt comú a Florència: de petites plaques de terracota produïdes en massa a magnífics retaules com els de Cimabue, Giotto i Masaccio.
Al segle xv i primera meitat del XVI, un taller dominà la producció de Madonnas sobre els altres: el de la família della Robbia, que més que pintors eren escultors d'argila. Lucca della Robbia fou el primer escultor a utilitzar terracota vidriada en escultures grans. La principal qualitat dels della Robbia, particularment d'Andrea, era donar gran naturalitat als nadons modelats i expressions dolces a la marededeu. El seu model fou emulat per molts altres artistes de Florència.
Entre els que pintaven la Mare de Déu durant el Renaixement primerenc hi havia Fra Angelico, Fra Filippo Lippi, Verrocchio i Davide Ghirlandaio. El costum fou continuat per Botticelli, que va produir una sèrie de Madonnas durant vint anys per als Mèdici. Perugino, amb Madonnas i sants coneguts per les seues expressions dolces, i Leonardo da Vinci. Fins i tot Miquel Àngel, que era sobretot escultor, va pintar Doni Tondo. Rafael també va pintar Madonnas.

## Renaixement primerenc: pintura en altres llocs d'Itàlia

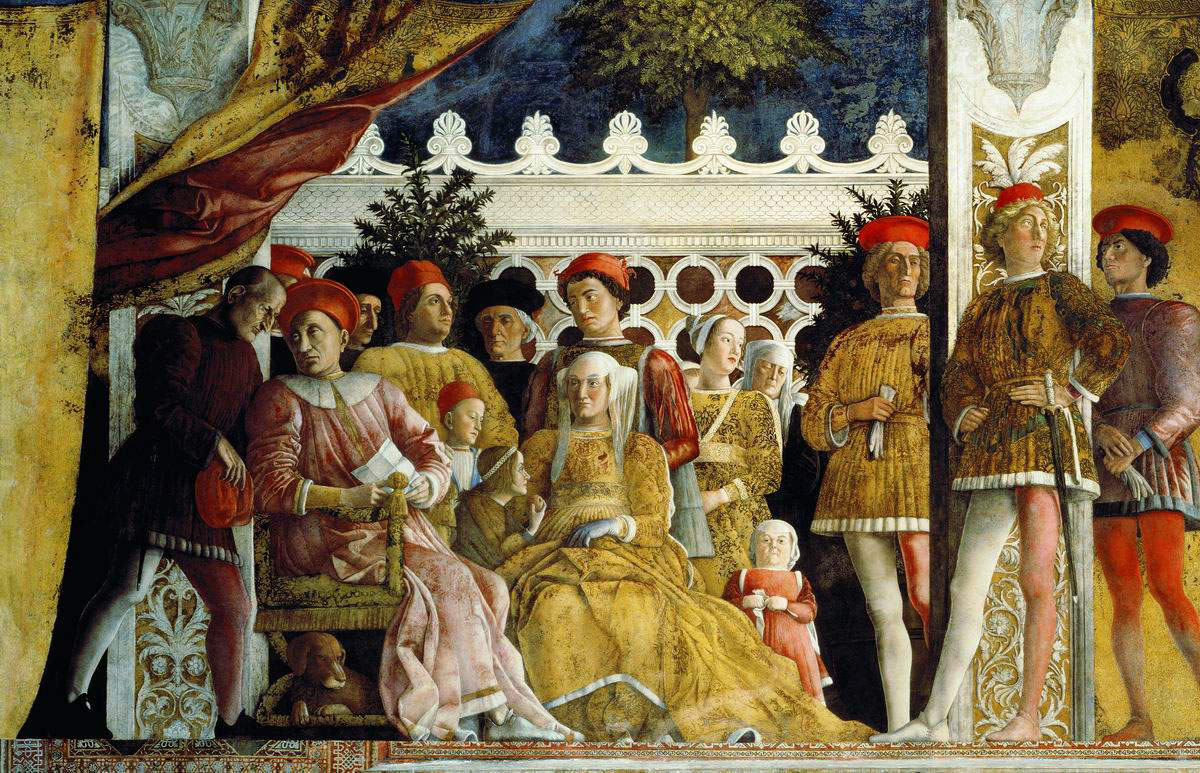
Mantegna: La família Gonzaga

### Andrea Mantegna a Pàdua i Màntua
Un dels pintors més influents del nord d'Itàlia fou Andrea Mantegna de Pàdua, que va tenir la bona fortuna d'estar present quan Donatello hi treballava. Donatello creà moltes obres de bronze eqüestre, el primer des de l'Imperi romà: encara és visible als afores de la basílica de San Antonio. També va treballar en l'altar superior i creà una sèrie de plafons de bronze en què assolí una clara il·lusió de fondària.
Amb sols 17 anys, Mantegna acceptà el primer encàrrec: els frescs amb escenes de les vides de sant Joan i sant Cristòfor per a la capella Eremitani de Pàdua. Malauradament, l'edifici fou destruït gairebé per complet durant la Segona Guerra mundial, i només es coneixen per fotografies, en què s'aprecia un gran sentit de perspectiva. L'última obra de Mantegna a Pàdua fou un monumental retaule de San Zeno, per a la seua basílica a Verona, de 1457 a 1459. Aquest políptic influencià gran part del procés renaixentista al nord d'Itàlia, incloent artistes de l'escola de Verona com Francesco Morone, Liberale da Verona i Girolamo da Libri.
L'obra més famosa de Mantegna és la decoració interior de la Camera degli Sposi per a la família Gonzaga de Màntua, datada de prop de 1470. Les parets contenen frescs amb escenes de la vida de la família: destaquen per ser simplement escenes domèstiques.

### Cosmé Tura a Ferrara
Mentre Mantegna treballava per a la família Gonzaga a Màntua, un pintor molt diferent fou contractat en un projecte més ambiciós per a la família Este de Ferrara. La pintura de Cosmé Tura és altament distingida per incorporar un estil tan gòtic com clàssic alhora. Tura disponia figures clàssiques com si foren sants, envoltant-los d'elements lluminosos, perfecció surreal i vestits que semblaren estar fabricats en coure.

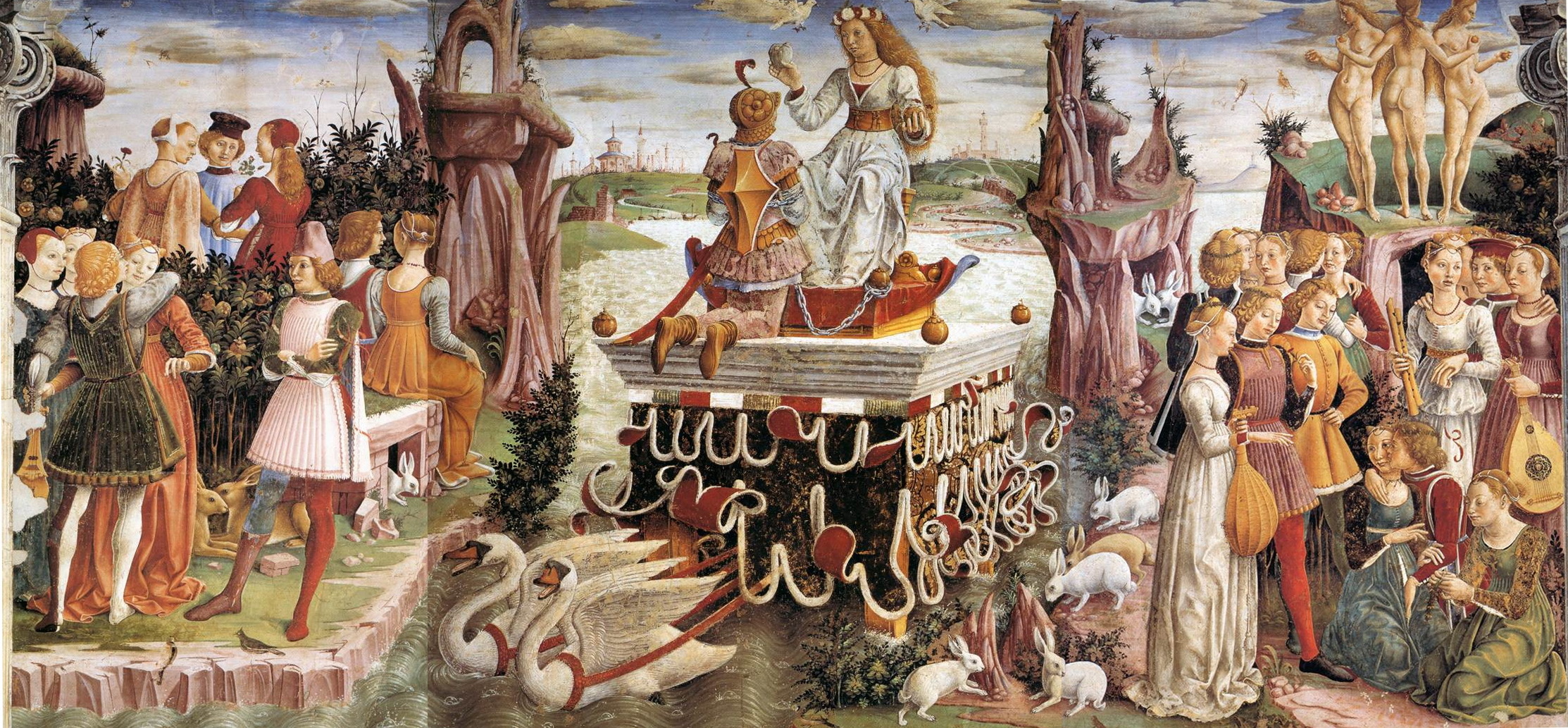
Francesco del Cossa: Triomf de Venus

La família de Borso d'Este havia construït el Palazzo Schifanoia. Borso, segons els registres personals de Tura, el va contractar al 1470 per dissenyar-ne la decoració del corredor, que seria realitzat per Francesco del Cossa i Ercole Ferrarese.

Aquest esquema era complicat simbòlicament i elaborat d'execució. El tema recurrent n'és el Cicle de l'Any representat pels signes del Zodíac. S'hi troben dotze deïtats romanes amb els seus atributs. A la part inferior es mostra la vida de la família. Per exemple, per al mes de març s'observa la figura de Minerva, dea de la saviesa. Malgrat que algunes parts dels frescs estan greument danyades, hi ha consistència en el disseny de l'escena, i mostra l'estil excèntric de Cosmé Tura.

### Antonello da Messina
El 1442 Alfons el Magnànim governava a Nàpols; portà amb ell una col·lecció de pintures flamenques i hi instal·là una acadèmia humanista. El pintor Antonello da Messina tingué accés a la col·lecció del rei, que degué incloure obres de Jan van Eyck.
Sembla que va veure pintures flamenques abans que la resta de florentins. En portà la tècnica a Venècia, on va ser adoptada per Giovanni Bellini i s'hi va convertir en la tècnica de preferència.
Antonello da Messina va pintar principalment petits i detallats retrats en colors brillants. Una de les seues obres més reconegudes en què demostrà la seua habilitat manejant la perspectiva lineal i la llum és Sant Jerònim al seu gabinet, envoltada per un marc gòtic, a través del qual es veu l'interior domèstic i eclesiàstic; s'observa com la llum entra per cada porta i finestra representant tant llum directa com reflexos en l'arquitectura. El treball d'Antonello va influenciar tant Gentile Bellini que feu la sèrie Miracles de Venècia, i el seu germà Giovanni fou un dels més reconeguts pintors de l'Alt Renaixement al nord d'Itàlia.

## Alt Renaixement

### Mecenatges i humanisme

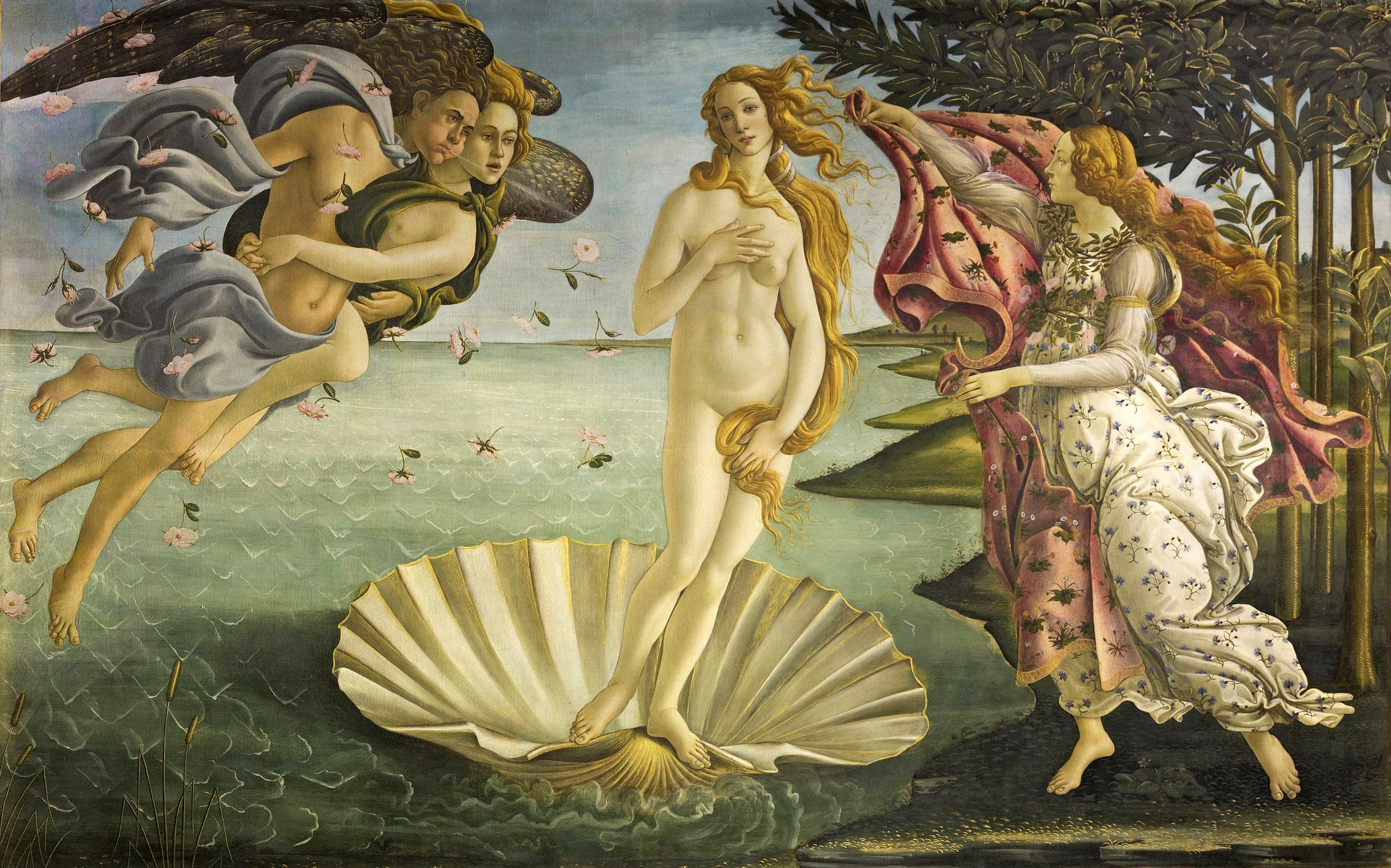
Botticelli: El naixement de Venus per als Mèdici

A Florència, al tardà segle xv, la majoria de les obres d'art, fins i tot les fetes com a decoració per a les esglésies, eren encarregades per patrons privats. Gran part del patrocini venia de la família Mèdici, o de persones relacionades amb aquesta família, com els Sassetti, els Ruccellai i els Tornabuoni.
En la dècada de 1460 Cosimo de Mèdici havia contractat Marsilio Ficino com a filòsof humanista, i va facilitar la traducció de Plató i els seus ensenyaments de filosofia platònica, que considerava la humanitat com el centre de l'univers natural, la relació de les persones amb Déu i l'amor fraternal.
En l'època medieval, tot allò relacionat amb el període clàssic era associat al paganisme; en el Renaixement s'associava a la llum. Les figures de la mitologia clàssica prengueren un nou rol en l'art cristià, en particular la dea Venus. Esdevingué la nova Eva: representava l'amor innocent i fins i tot arribà a ser un símbol de Maria. Veiem Venus en aquests rols en dues pintures famoses de Botticelli, realitzades en la dècada de 1480 per a Pierfrancesco Mèdici: La primavera i El naixement de Venus.

Mentrestant, Domenico Ghirlandaio, un meticulós dibuixant i un dels millors pintors de retrats de l'època, realitzà dos cicles de frescs per a associats dels Mèdici en dues de les esglésies més grans de Florència: la capella Sassetti a la Santa Trinita i la capella Tornabuoni a Santa Maria Novella. En aquests cicles es narra La vida de sant Francesc, La vida de la Mare de Déu i La vida de Joan Baptista. També hi havia espai per a retrats dels patrons. Gràcies al patrocini de Sassetti hi ha un retrat d'ell i el seu contractador, Lorenzo il Magnifico. A la capella Tornabuoni hi ha un altre retrat de Poliziano, acompanyat d'altres membres influents de l'Acadèmia Platònica, incloent Marsilio Ficino.

### Influència flamenca
Des de prop de 1450, amb l'arribada a Itàlia de Rogier van der Weyden, els artistes van conéixer l'oli com a mitjà de pintura. La pintura al tremp i els frescs no aconseguien representar textures naturals de manera realista. La gran flexibilitat de l'oli, que podia prendre una aparença opaca o transparent i que permet fer modificacions dies després d'utilitzar-lo, obrí un nou món de possibilitats als artistes italians.
El 1475 un gran retaule, Adoració dels pastors, va arribar a Florència. L'havia pintat Hugo van der Goes i la família Portinari l'havia encarregat. El portaren de Bruges i l'instal·laren a la capella de Sant' Egidio a l'hospital de Santa Maria Nuova. En primer pla hi ha una natura morta de flors en cossis contrastants: un de porcellana i l'altre de vidre. L'aspecte més influent n'és la naturalesa dels tres pastors, amb barba incipient i expressions d'adoració, meravella o incomprensió. Domenico Ghirlandaio va pintar-ne la seua versió, amb una bella Madonna italiana i retratant-s'hi com un dels pastors.

### Comissió papal
El 1477, el papa Sixt IV reemplaçà l'antiga capella del Vaticà. L'interior de la nova capella, anomenada capella Sixtina en el seu honor, es planejà amb 16 frescs i una sèrie de retrats dels papes pintats a sobre.
El 1480, es va encarregar el treball a un grup d'artistes de Florència: Botticelli, Pietro Perugino, Domenico Ghirlandaio i Cosimo Rosselli. Aquest fresc narraria la vida de Moisés en una banda de la capella i la vida de Crist a l'altra. Aquestes pintures creades per Perugino foren destruïdes anys després per la pintura de Miquel Àngel: El Judici Final.

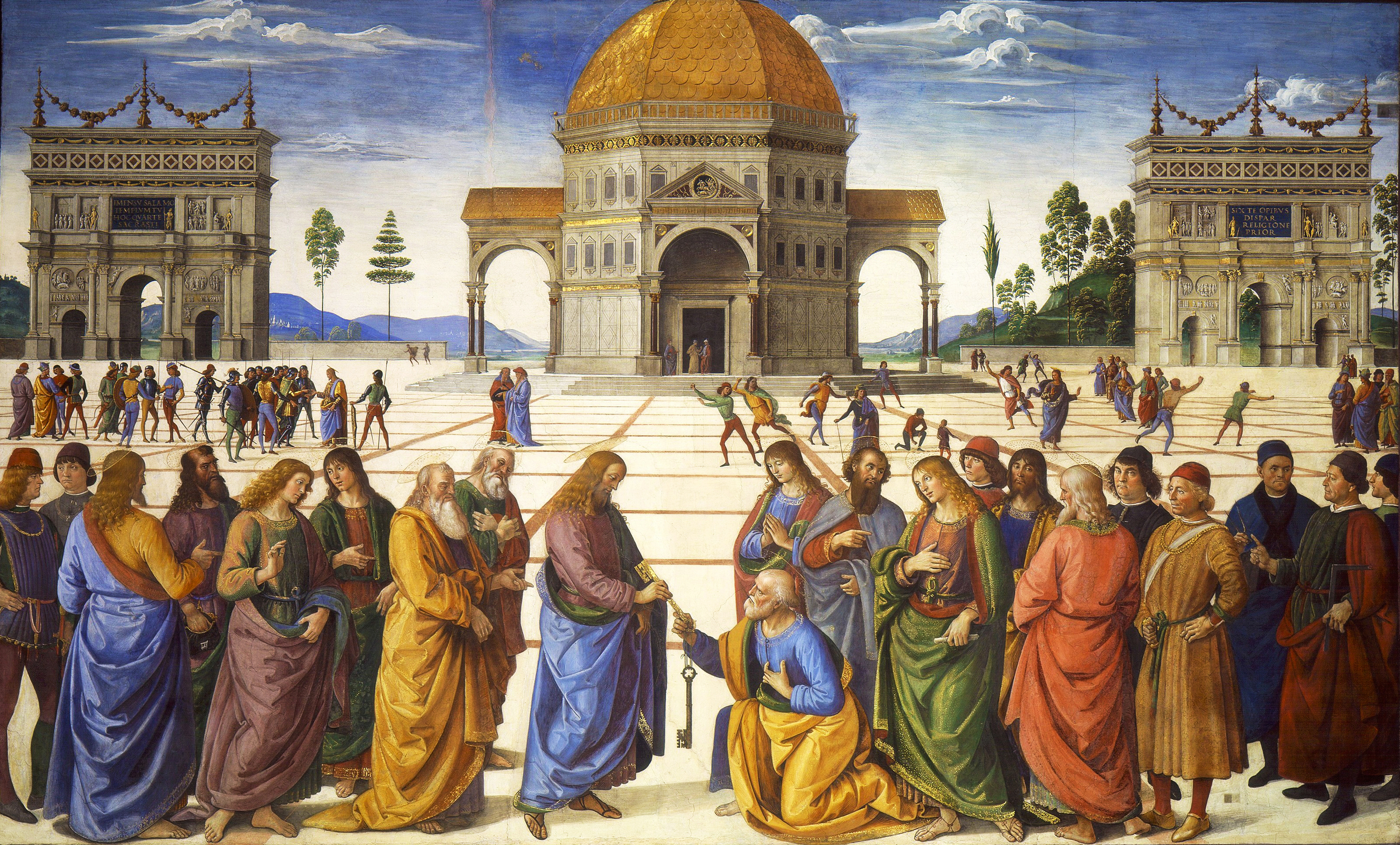
Perugino: Lliurament de les claus a sant Pere

Les altres 12 imatges mostren el virtuosisme que aquells artistes havien aconseguit, i l'evident cooperació entre individus que generalment empren tècniques i estils molt diferents. En moltes de les pintures el paisatge ocupa la meitat superior de l'escena. En algunes ocasions, com en La purificació del leprós de Botticelli, hi ha narratives addicionals en el paisatge.
L'escena de Perugino, Lliurament de les claus a sant Pere, destaca per la seua claredat i simplicitat de composició, la bellesa de les figures, que inclou un retrat de si mateix entre els espectadors, i sobretot per la perspectiva de la ciutat, amb dos arcs triomfals i un edifici octogonal al centre, que podria ser un baptisteri cristià o un mausoleu romà.

### Leonardo da Vinci
Leonardo, pel ventall dels seus interessos i l'extraordinari talent que demostrà en diverses àrees, és considerant com l'arquetip del renaixentista. Però fou en la pintura on se li va reconéixer i admirar més en la seua època: ell dibuixava a partir del coneixement que adquiria en altres àrees.

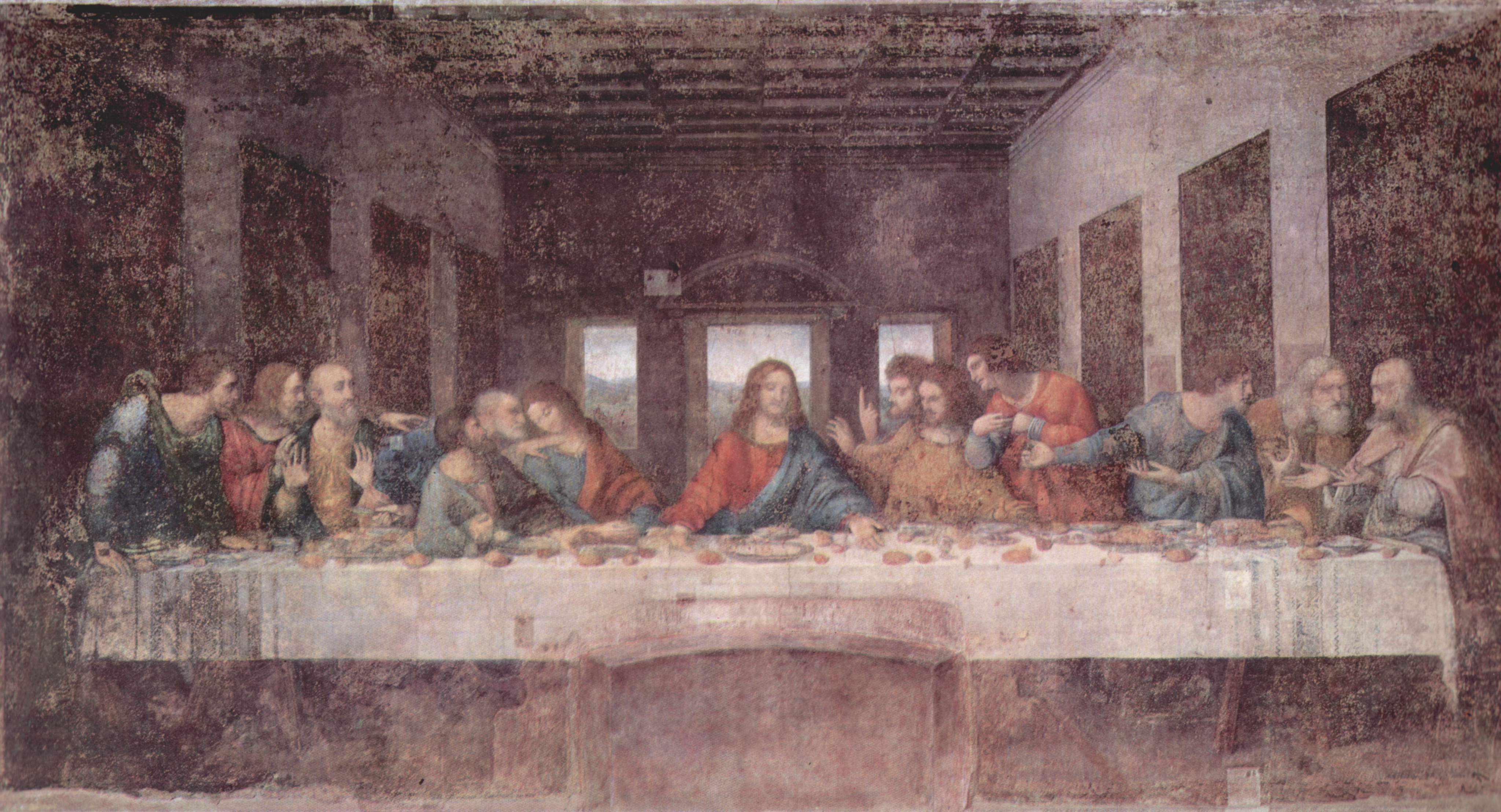
Leonardo da Vinci: L'Últim Sopar

Leonardo era un observador científic, va aprendre d'observar l'entorn. Estudiava i dibuixava les flors, els remolins dels rius, les formes de les roques, les muntanyes, la forma en què la llum es reflectia en el fullatge, etc. Especialment, va estudiar la forma humana, dissecà més de 30 cossos no reclamats d'un hospital per entendre els músculs i tendons.
Més que cap altre artista, va avançar en l'estudi de l'"atmosfera". En les seues pintures tal com la Mona Lisa i La Mare de Déu de les Roques, utilitzà la llum i l'ombra amb tal subtilesa que van arribar a anomenar aquesta tècnica com esfumat o sfumato de Leonardo.
Alhora que convidava l'observador a un misteriós món d'ombres en moviment i muntanyes caòtiques, Leonardo arribà a un gran nivell de realisme en l'expressió de les emocions humanes, estil prefigurat per Giotto però desconegut des de l'obra Adam i Eva de Masaccio. L'Últim Sopar de Leonardo, pintat al menjador d'una fàbrica en un monestir de Milà, es va convertir en el punt de referència de la pintura narrativa religiosa en la següent meitat del mil·lenni. Molts altres artistes del Renaixement pintaren les seues versions de l'Últim Sopar però només la de Leonardo es va reproduir incomptables vegades en fusta, alabastre, guix, litografia, tapisseria, etc.
A més de l'impacte directe per les seues obres, els estudis de Leonardo sobre la llum, anatomia, paisatges i expressió humana arribaren als seus estudiants.

### Miquel Àngel

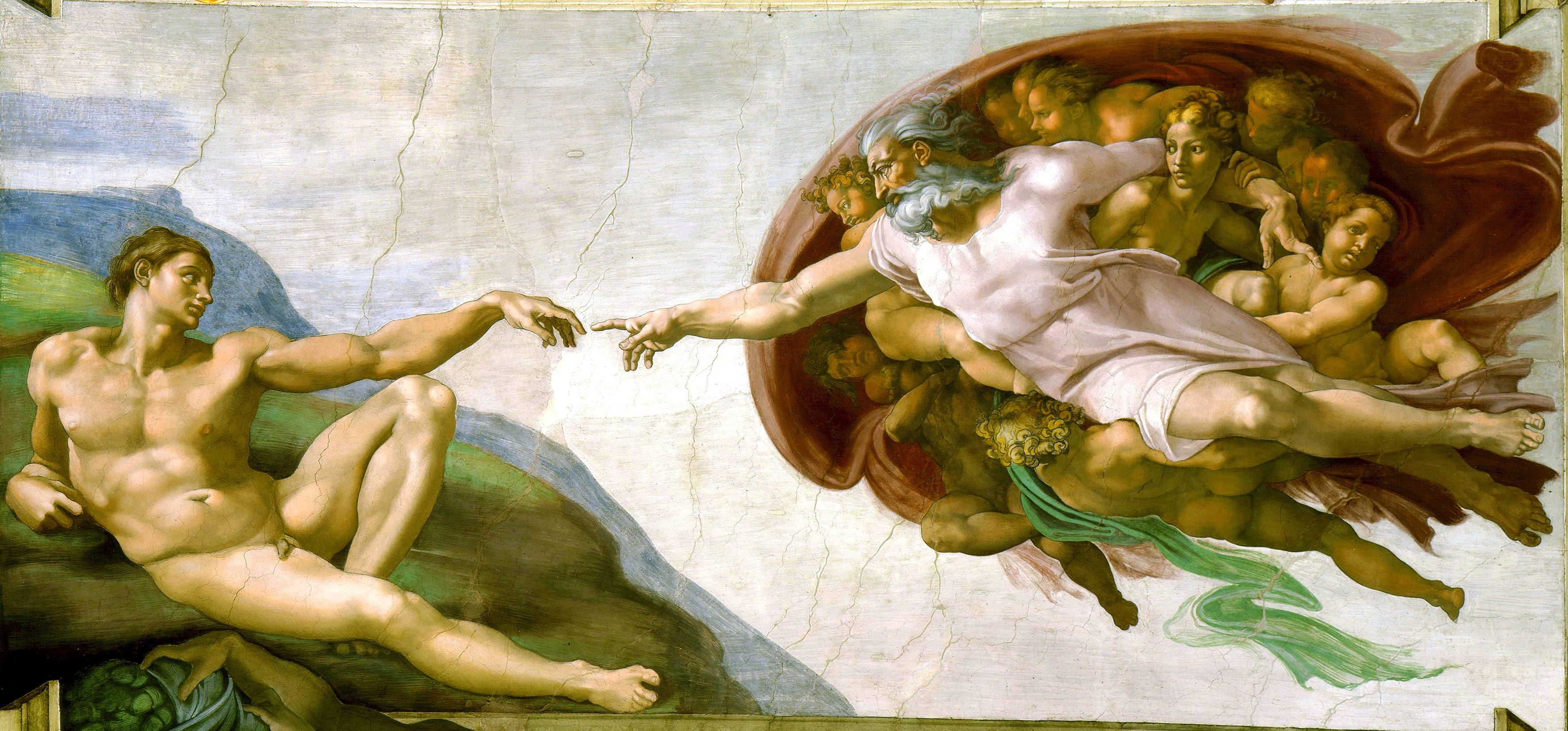
Miguel Ángel: La creació d'Adam

El 1508, el papa Juli II convencé l'escultor Miquel Àngel de continuar la decoració de la capella Sixtina. El sostre de la capella estava construït de tal manera que hi havia dotze petxines on es pintaria els dotze apòstols. Miquel Àngel, però, tenia al cap un altre esquema molt més complex de disseny i iconografia. L'escala de treball que va executar fou tan gran i complexa que li costà gairebé 5 anys acabar-la.
El pla del papa per als apòstols haguera format una unió entre les narratives del vell i el nou testament i els retrats dels papes. El panorama que plantejà Miquel Àngel anava en la direcció contrària. El tema del sostre de Miquel Àngel no és el pla de Déu per a la salvació humana, sinó sobre la desgràcia humana, sobre per què la humanitat necessita la fe.
Superficialment, el sostre és una construcció humanista. Les figures són de dimensions sobrehumanes; en el cas d'Adam, llueix com si el mateix Déu hagués dissenyat la seua figura en comptes de l'artista. Però malgrat la bellesa de les figures, Miquel Àngel no va glorificar l'estat humà ni va presentar l'ideal humanista d'amor platònic. De fet, els antecessors de Crist, pintats en la secció superior de la paret, demostren les imperfeccions i disfuncionalitats de les relacions familiars.
Vasari va lloar l'habilitat de Miquel Àngel per crear postures per a les figures. Rafael pintà almenys dues figures imitant els profetes de Miquel Àngel, una a l'església de Sant' Agostino i l'altra al Vaticà, un retrat del mateix Miquel Àngel en l'Escola d'Atenes.

### Rafael
Així com Leonardo da Vinci i Miquel Àngel, Rafael també és una icona de l'Alt Renaixement (malgrat ser 18 anys menor que Miquel Àngel i gairebé 30 menor que Leonardo). No es pot dir que el seu treball desenvolupara la pintura de la mateixa manera que ho van fer els seus dos contemporanis; més aviat la seua obra fou la culminació del desenvolupament de l'Alt Renaixement.

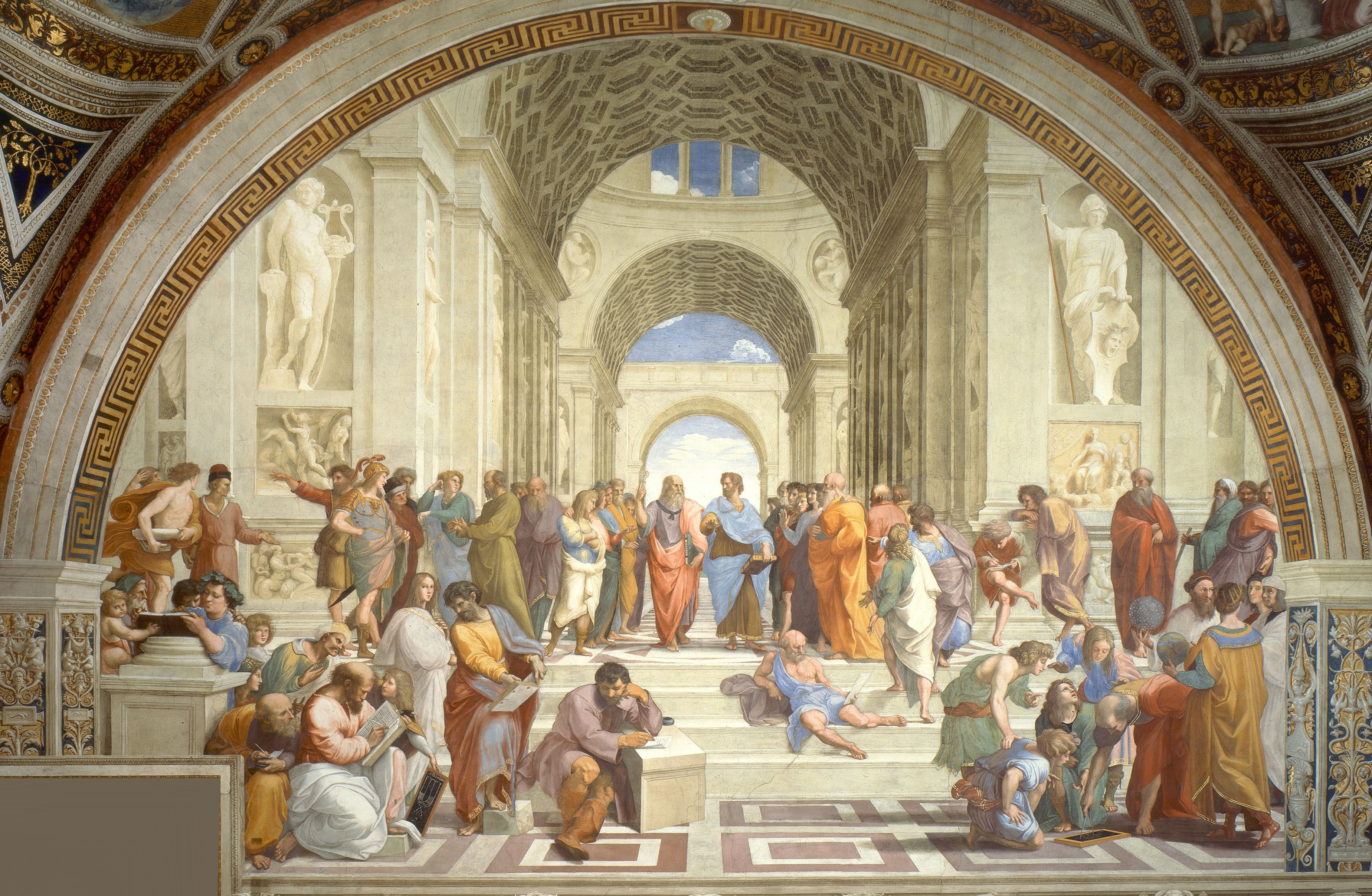
Rafael: L'Escola d'Atenes

Rafael tingué la sort de ser fill d'un pintor, per la qual cosa la seua carrera va ser decidida sense cap problema. Alguns anys després de la mort de son pare, va treballar en un taller de Perugino a Úmbria. La seua primera obra signada i registrada, la va realitzar als 21 anys, Les esposalles de la Mare de Déu, que demostra un origen en l'obra de Perugino Lliurament de les claus a sant Pere.
Rafael pintava amb la tècnica de pintors de renom; en les seues obres s'observen les qualitats individuals de nombrosos pintors. Les formes arredonides i colors lluminosos de Perugino, el realisme en els retrats de Ghirlandaio, la il·luminació de Leonardo i els dibuixos de Miquel Àngel s'observaven unificats en les obres de Rafael. En la seua curta vida, va realitzar grans retaules, un fresc de la nimfa de l'oceà, Galatea, destacables retrats de dos papes i un escriptor, i una sèrie de frescs de paret al Vaticà, dels quals destaca L'Escola d'Atenes.
Aquest fresc mostra una reunió dels més savis atenencs, reunits en un ambient clàssic al voltant de la figura central: Plató. La figura d'Heràclit és en realitat un retrat de Miquel Àngel i és una referència a la pintura del profeta Jeremies de la capella Sixtina. El seu propi retrat és a la dreta, vora el seu mestre Perugino.
Però la major font de la popularitat de Rafael raïa en les petites imatges florentines de la Mare de Déu amb el xiquet. Pintà en nombroses ocasions la mateixa dona de cara tranquil·la al costat d'un nadó: la més famosa, La Belle Jardinière o La Bella Jardinera, es troba actualment al Museu de Louvre. La seua Madonna Sixtina s'ha reproduït moltes vegades al segle xx.

## Pintura de l'Alt Renaixement a Venècia

### Giovanni Bellini

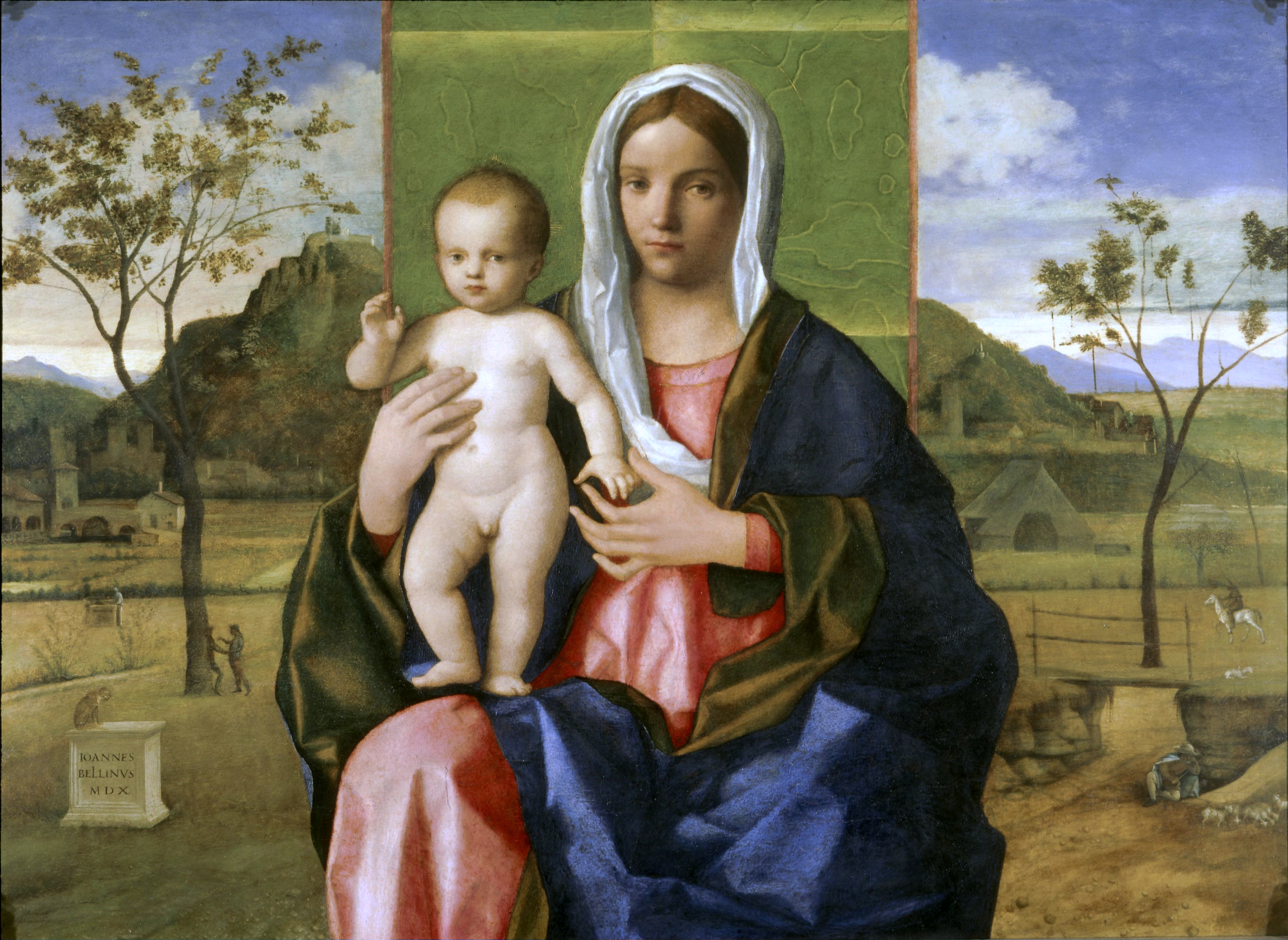
Giovanni Bellini: Brera Madonna

Giovanni Bellini era contemporani de Gentile, Mantegna i Antonello da Messina. Va treballar la major part de la seua vida en l'estudi del seu germà i fou fortament influenciat per l'estil de Mantegna. No sembla haver produït un estil únic fins a gairebé els seus 60 anys. Durant els últims 30 anys de la seua vida, fou molt productiu i influent; tingué la guia de Giorgione i Ticià. Bellini, així com Rafael, feu nombroses Madonnes petites, amb tonalitats més intenses que les de Rafael.
Tradicionalment, en la pintura de retaules de la Mare de Déu amb Nen, la figura de la Verge està acompanyada de sants, que se situen en espais definits per límits arquitectònics. Piero della Francesca utilitzà el tema clàssic com l'ambient de les seues Madonnes, així com Masaccio l'utilitzà com l'ambient per a la seua Santíssima Trinitat a Santa Maria Novella. Bellini va emprar aquesta mateixa forma coneguda com a sacra conversazione en molts retaules com el de l'església veneciana de Sant Zacaries. És una composició mestra que estén l'arquitectura real de l'edifici en arquitectura il·lusionista de la pintura i dona a la figura de la Verge i el xiquet un aspecte més brillant que el dels sants del fons de la imatge.

### Giorgione i Ticià
L'estil de Giorgione es relaciona amb el del seu mestre Giovanni Bellini; la seua temàtica, però, fa d'ell un dels artistes més originals i abstrusos del Renaixement. Una obra seua coneguda com La tempesta il·lustra una dona seminua alletant un nadó, un home vestit, unes columnes clàssiques en una llum brillant, la qual cosa possiblement representa Adam i Eva en els seus dies posteriors a l'edén.
Es creu que Giorgione va pintar la primera dona nua que esdevingué un tema per retratar per la seua bellesa. Ticià, Velázquez, Veronese, Rembrandt, Rubens i fins i tot Monet són els hereus artístics dels nus de Giorgione.
Després de la mort prematura de Giorgione, Ticià s'encarregà de completar-ne la pintura i continuà pintant dones nues, disfressant-les de dees i envoltant-les d'arbres i cels estrelats. Aquestes pintures eren la decoració perfecta per a les parets de clients adinerats. Botticelli sobreeixia en pintures de retrat: la seua longevitat li va permetre aconseguir avançar molt en el desenvolupament estilístic. Ticià aportà imatges de Pietro Aretino i altres personatges de l'època; potser el seu retrat més important és el del dux Andrea Gritt, governant de Venècia, cordant-se la túnica amb un gest expressionista. Ticià també és reconegut per les seues pintures religioses: el seu darrer treball fou una turbulenta i abstracta Pietà.

## Influència de la pintura italiana del Renaixement
Les vides de Miguel Ángel i Ticià es van estendre en la segona meitat del s. XVI. Els seus estils i els de Leonardo, Mantegna, Giovanni Bellini, Antonello da Messina i Rafael foren adaptats més tard per altres pintors per formar un estil conegut com a manierisme, que després evolucionà cap al virtuós període barroc. L'artista que més estengué les tendències de les pintures figuratives de Ticià és Tintoretto. Rembrandt coneixia les obres de Ticià i Rafael, i ho demostrà en els seus retrats. Les influències directes de Leonardo i Rafael entre els seus deixebles directes afectaren generacions d'artistes, incloent Poussin i pintors clàssics dels s. XVIII I XIX. El treball d'Antonello da Messina influencià directament Albrecht Dürer i Martin Schongauer i, més endavant, les escoles alemanyes, holandeses i angleses d'artistes de vitralls que s'estengueren cap al segle xx.
El sostre de la capella Sixtina de Miquel Àngel, i més tard el Judici Final, van tenir una influència directa en les composicions figuratives de Rafael, els seus deixebles, i més tard en quasi tots els pintors del XVI que buscaven una forma nova de representar la figura humana. És possible rastrejar aquest estil de composició figurativa en artistes com Andrea del Sarto, Pontormo, Bronzino, Parmigianino, Veronese, el Greco, Carracci, Caravaggio, Rubens, Poussin, Tiepolo... així com en pintors clàssics i romàntics del XIX com Jacques-Louis David i Delacroix.

Sota la influència del Renaixement italià, moltes acadèmies modernes d'art es fundaren expressament per aplegar col·leccions d'art renaixentista italià. Algunes de les millors col·leccions d'art van sorgir, per exemple, de la Galeria Nacional a Londres.